# سعيد عريقات
سعيد عريقات (مواليد 1947 أو 1948) هو صحافي فلسطيني ومدير مكتب واشنطن لجريدة القدس ومقرها القدس. كما يدرس عريقات كأستاذ مساعد في الجامعة الأمريكية. وعمل كمتحدث باسم بعثة الأمم المتحدة لمساعدة العراق من 2005 إلى 2010.
حضر عريقات لفترة طويلة المؤتمرات الصحافية في وزارة الخارجية الأمريكية، وقد اشتهر بحواراته المثيرة للجدل أحياناً مع المتحدثين باسم وزارة الخارجية، بما في ذلك جون كيربي، هيذر نويرت، ونيد برايس. انتقد البعض عريقات لدفعه وجهة نظر فلسطينية، حيث قال تشارلز بيبلزر من نقابة الأخبار اليهودية إن عريقات «يهاجم إسرائيل بانتظام.. في مؤتمرات وزارة الخارجية الأمريكية»، وهي وجهة نظر وصفها فيليب فايس من موندوايس. على أنها «تشويه من قبل الصحافة الصهيونية». يرى يسرائيل مداد من صحيفة جيروزاليم بوست أن عريقات يطرح أسئلة تشوبها الأخطاء.
علق تويتر حساب عريقات بسبب انتهاكات في 3 ديسمبر 2022، لكن عريقات أكد أنه لا يعرف ما هي الانتهاكات. وفي 29 ديسمبر 2022، رفع تويتر التعليق. وفي حديثه لقناة الجزيرة، قال عريقات إنه يعتقد أن التقييد مرتبط بحديثه الصريح عن فلسطين، قائلا إنه «لا يستطيع التفكير في أي سبب آخر».
ظهر عريقات على قناة الجزيرة، وسي-سبان، إن بي سي نيوز، وبي بي إس. كما كتب عريقات لصحيفة غلف نيوز ومقرها دبي.